# Tentacularia coryphaenae
A Tentacularia coryphaenae a galandférgek (Cestoda) osztályának a Trypanorhyncha rendjébe, ezen belül a Tentaculariidae családjába tartozó faj.
Manapság nemének az egyetlen faja, bár korábban egyéb galandférgeket is idesoroltak. Az újabb kutatások során egyes taxon neveket a szóban forgó féreg szinonimájává tették, míg másokat egyéb nemekbe soroltak át.

## Tudnivalók
A Tentacularia coryphaenae tengeri galandféregfaj, amely az Atlanti-óceán északi felén élő csontos és porcos halakban élősködik. A sötétcápa (Carcharhinus obscurus) egyik fő belső élősködője. A cápába akkor kerül be, amikor a ragadozóhal megeszi a lazacot (Salmo salar).